# Maja Blagdan
Maja Blagdan (Split, 16 de mayo de 1968) es una cantante croata.

## Biografía
Desde los 14 años, participó en diversos festivales amateur, haciéndose con la victoria en la mayoría de ellos. En el período comprendido entre 1986 y 1990, formó parte de la formación femenina Stijene.
En 1988, en el festival Vas Slager de Sarajevo, consiguió el premio a la mejor interpretación. Durante esa época formaba parte de los coros de eminentes artistas y bandas croatas.
Cuatro años más tarde, firma un contrato en exclusiva con el productor y compositor Zrinko Tutic. En el Zagrebfest de 1992 gana el premio a la mejor interpretación con el tema "Santa Maria". 
Al año siguiente, publica su primer álbum Vino I Gitare ("Vino Y Guitarras") y consigue el premio Porin al Mejor Artista Revelación. El disco es un gran éxito de ventas. Participa de nuevo en el Zagrebfest con un tema del mismo compositor, "Ti Si Covjek Moj" y gana el primer premio de la audiencia. 
En 1994 publica su segundo álbum, y dos años más tarde gana el festival Dora con el tema "Sveta ljubav" ("Amor Sagrado"). Esta victoria supone el pase para el Festival de la Canción de Eurovisión donde alcanza la cuarta posición con 98 puntos. Más tarde, publicaría un nuevo álbum con el mismo título que su canción eurovisiva.
Al año siguiente, recibe un nuevo galardón Porin a la Mejor Artista Femenina. A finales de 1997 publica Ljubavi Moja Jedina. A este trabajo, le seguirá la publicación de otros dos trabajos discográficos Ti y Ljubav Ljubavi.
En 2003 participó nuevamente en el festiva Dora con el tema "Moje Ime Je Ljubav" ("Mi Nombre Es Amor"), obteniendo en esta ocasión la novena posición.

## Discografía
- Vino i gitare (1993)
- Bijele ruže (1994)
- Sveta ljubav (1996)
- Ljubavi moja jedina (1997)
- Ti (2000)
- Ljubavi, ljubavi (2001)
- Moje ime je ljubav (2003)
- Zlatna Kolekcija (Stijene) (2009)